# Катандзаро
Катандзаро (італ. Catanzaro, сиц. Catanzaru) — місто та муніципалітет в Італії, у регіоні Калабрія, столиця провінції Катандзаро.
Катандзаро розміщене на відстані близько 490 км на південний схід від Риму.
Населення — 90 840 осіб (2014).

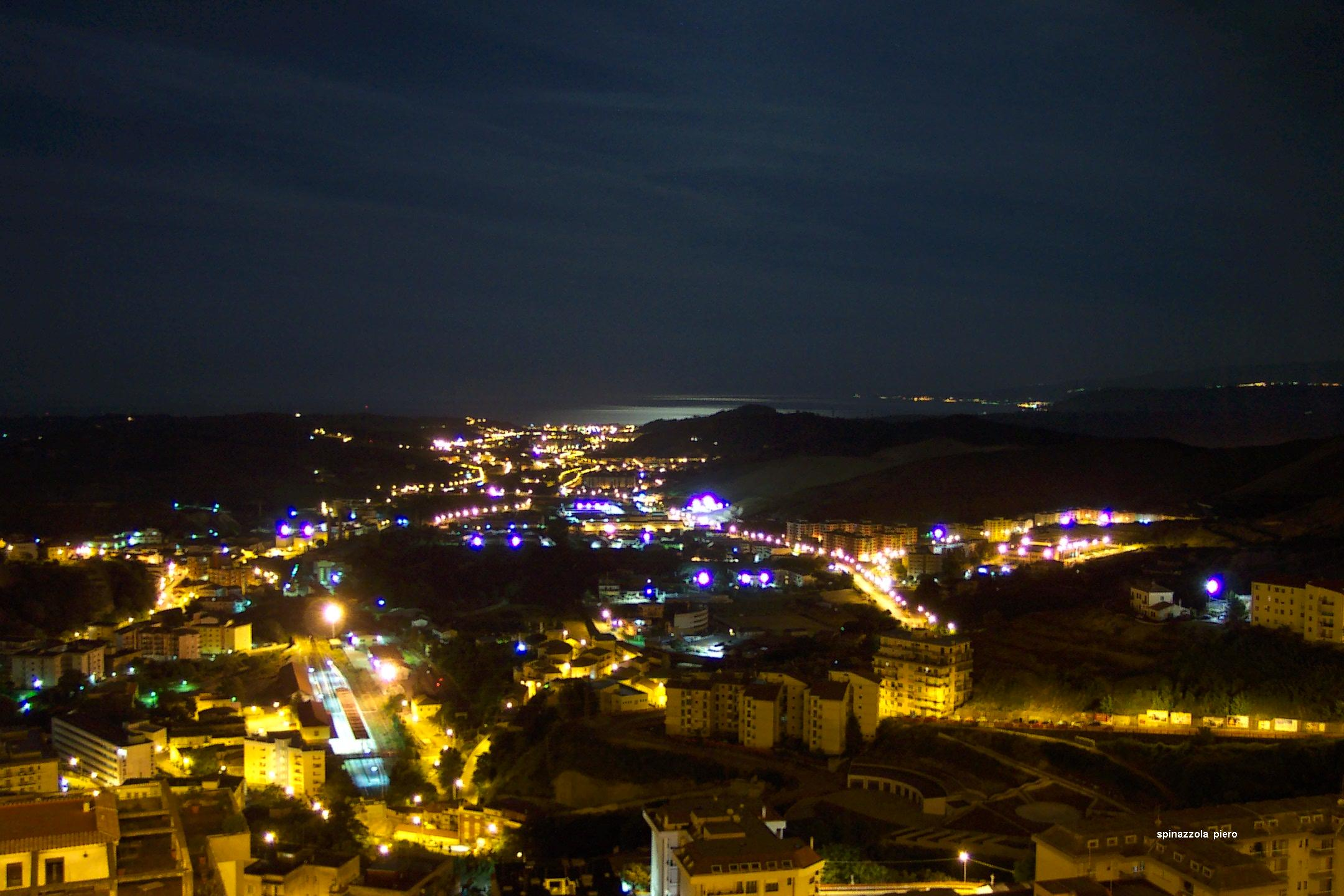

Щорічний фестиваль відбувається 16 липня. Покровитель — San Vitaliano da Capua.

## Демографія
Населення за роками:

Станом на 1 січня 2023 року в муніципалітеті офіційно проживало 2960 іноземців з 79 країн, серед них 925 громадян країн Євросоюзу та 269 громадян України.

## Клімат
| CATANZARO            | Місяці | Місяці | Місяці | Місяці | Місяці | Місяці | Місяці | Місяці | Місяці | Місяці | Місяці | Місяці | Пора | Пора | Пора | Пора | Рік  |
| CATANZARO            | Січ    | Лют    | Бер    | Кві    | Тра    | Чер    | Лип    | Сер    | Вер    | Жов    | Лис    | Гру    | Зим  | Вес  | Літ  | Осі  | Рік  |
| -------------------- | ------ | ------ | ------ | ------ | ------ | ------ | ------ | ------ | ------ | ------ | ------ | ------ | ---- | ---- | ---- | ---- | ---- |
| Темп. макс. (°C)     | 11.5   | 11.7   | 13.2   | 16.1   | 20.9   | 25.0   | 27.8   | 28.1   | 25.1   | 20.5   | 16.3   | 13.2   | 12.1 | 16.7 | 27   | 20.6 | 19.1 |
| Темп. мін. (°C)      | 6.3    | 6.6    | 7.7    | 10.0   | 14.2   | 17.9   | 20.3   | 20.9   | 18.2   | 14.3   | 10.8   | 7.8    | 6.9  | 10.6 | 19.7 | 14.4 | 12.9 |
| Опади (мм)           | 144    | 118    | 114    | 68     | 39     | 20     | 13     | 17     | 51     | 120    | 119    | 172    | 434  | 221  | 50   | 290  | 995  |
| Дні опадів (≥ 1 мм)  | 11     | 10     | 10     | 9      | 5      | 3      | 2      | 2      | 6      | 8      | 9      | 12     | 33   | 24   | 7    | 23   | 87   |
| Роза вітрів (Вузлів) | NW 3.3 | SE 3.4 | SE 4.6 | SE 5.8 | SW 5.3 | SW 4.7 | SW 2.7 | SE 2.8 | E 4.5  | E 5    | SE 3.3 | NW 2.5 | 3.1  | 5.2  | 3.4  | 4.3  | 4    |

## Уродженці
- Массімо Мауро (*1962) — відомий у минулому італійський футболіст, півзахисник, згодом — спортивний функціонер.

## Сусідні муніципалітети
- Джимільяно
- Пентоне
- Сан-Флоро
- Селлія
- Сеттінджано
- Сімері-Крикі
- Тіріоло
- Борджа
- Караффа-ді-Катанцаро